# Thur (Rin)
|  | No s'ha de confondre amb el Thur, riu de França, afluent de l'Ill. |

El Thur és un riu del nord-est de Suïssa, de 130 quilòmetres de llarg, que ve a desembocar al Rin, a l'altura de Schaffhausen. Neix a les muntanyes de Sant Gallen. És el segon afluent est més llarg dels afluents del Rin amb 134,6 quilòmetres. Dels quals 68 quilòmetres són al Cantó de Sankt Gallen, 42 quilòmetres al Cantó de Turgòvia –al qual cantó va donar el nom– i 19 quilòmetres de la Cantó de Zuric. La conca hidrogràfica té una superfície d'aproximadament 1696 quilòmetres quadrats.
Thur ve de les llengües indoeuropees dhu que significa el corrent, que retorna.

## Afluents
- Kemme (per l'esquerra)